# NGC 5395
NGC 5395 is een spiraalvormig sterrenstelsel in het sterrenbeeld Jachthonden. Het hemelobject ligt 162 miljoen lichtjaar van de Aarde verwijderd en werd op 16 mei 1787 ontdekt door de Duits-Britse astronoom William Herschel. NGC 5395 interageert met het nabijgelegen sterrenstelsel NGC 5394. Dankzij de eigenaardige vorm van beide stelsels, zoals het te zien is vanaf de Aarde, kreeg het geheel de bijnaam Heron galaxy (Reigerstelsel).

## Synoniemen
- UGC 8900
- KCPG 404B
- MCG 6-31-34
- 1ZW 77
- ZWG 191.26
- VV 48
- KUG 1356+376B
- Arp 84
- PGC 49747